# Галанов, Павел Иванович
Павел Иванович Галанов (1922—2012) — советский слесарь-сборщик, Герой Социалистического Труда (1979).

## Биография
Родился 15 февраля 1922 года в деревне Павлищево (ныне — Медынский район Калужской области). В июне 1941 года был призван на службу в Рабоче-Крестьянскую Красную Армию. Участвовал в боях Великой Отечественной и советско-японской войн. В 1946 году в звании гвардии сержанта Галанов был демобилизован.
С 1953 года работал слесарем-сборщиком радиоэлектронной аппаратуры и приборов специального монтажного управления № 304 министерства оборонной промышленности СССР (впоследствии — Производственное объединение «Гранит»). Выполнял работы любой сложности, применял в работе передовые научные методы, являлся слесарем-сборщиком высшего разряда.
Закрытым Указом Президиума Верховного Совета СССР в 1979 году Павел Иванович Галанов был удостоен высокого звания Героя Социалистического Труда с вручением ордена Ленина и медали «Серп и Молот».
В 1992 году вышел на пенсию. Проживал в Москве. Умер в 2012 году, похоронен на Троекуровском кладбище Москвы.
Был также награждён орденами Отечественной войны 2-й степени, Трудового Красного Знамени и Красной Звезды, а также рядом медалей.